# فرناندو فاسكيز
فرناندو فاسكيز (بالإسبانية: Fernando Vázquez)‏ (8 أبريل 1996 بغوادالاخارا في المكسيك - ) هو لاعب كرة قدم مكسيكي في مركز الهجوم.

## وصلات خارجية
- فرناندو فاسكيز على موقع قاعدة بيانات كرة القدم.إي يو (الإنجليزية)
- فرناندو فاسكيز على موقع Soccerway.com (الإنجليزية)